# Belizaanse voetbalbond
De Football Federation of Belize of Belizaanse voetbalbond (FFB) is een voetbalbond van Belize. De voetbalbond werd opgericht in 1980 en is sinds 1996 lid van de CONCACAF. In 1986 werd de bond lid van de FIFA. Het is tevens lid van de Union Centroamericana de Fútbol.
De voetbalbond is ook verantwoordelijk voor het Belizaans voetbalelftal en de nationale voetbalcompetitie voor mannen, de Premier League of Belize.

## President
De huidige president (december 2018) is Sergio Chuc.

## Schorsing
In juni 2011 werd de bond geschorst door de FIFA. Eerder die maand speelde het land een WK-kwalificatiewedstrijd in en tegen Montserrat. Het Ministerie van Sport van Belize had bepaald dat de voetbalbond niet bevoegd was de return te organiseren en weigerde beveiliging te regelen voor deze wedstrijd. De FIFA vond deze overheidsinmenging een reden om de bond te schorsen. De schorsing werd op tijd opgeheven waardoor het voetbalelftal van Belize de kwalificatie nog kon hervatten.